# Cryptoheros
Cryptoheros es un género de peces de agua dulce perteneciente a la familia de los cíclidos. En la actualidad se reconocen nueve especies dentro del género, las que se distribuyen en varios países de América Central. 
En clasificaciones previas, las especies de Cryptoheros se incluían dentro del género Archocentrus.  Estudios filogenéticos recientes han sugerido que todas las especies de Cryptoheros y Amatitlania deberían ser dispuestas el género Hypsophrys.

## Especies
- Cryptoheros altoflavus Allgayer, 2001, Panamá
- Cryptoheros chetumalensis Schmitter-Soto, 2007, Belice a Península de Yucatán
- Cryptoheros cutteri Fowler, 1932, Honduras a Guatemala
- Cryptoheros myrnae Loiselle, 1997, Panamá a Costa Rica
- Cryptoheros nanoluteus Allgayer, 1994, Panamá
- Cryptoheros panamensis Meek & Hildebrand, 1913, Panamá
- Cryptoheros sajica Bussing, 1974, Costa Rica
- Cryptoheros septemfasciatus Regan, 1908, Costa Rica
- Cryptoheros spilurus Günther, 1862, Lago Izabal en Guatemala